# ألكس كاسترو
ألكس كاسترو (بالإسبانية: Álex Castro)‏ هو لاعب كرة قدم إسباني، ولد في 20 ديسمبر 1974. لعب مع نادي لاس بالماس.

## وصلات خارجية
- ألكس كاسترو على موقع قاعدة بيانات كرة القدم.إي يو (الإنجليزية)